# Heckler & Koch G28
Il G28 è un fucile di precisione semiautomatico progettato e prodotto dalla Heckler & Koch.
Il fucile è la versione militare dell'MR308, un'arma civile semiautomatica da competizione, a sua volta sviluppata sulla base dell'HK417.